# Institut der Mutter vom guten Rat
Das Institut der Mutter vom Guten Rat (lateinisch Institutum Mater Boni Consilii, IMBC) ist eine sedisprivationistische Vereinigung. Sie hat ihren Hauptsitz in Italien. Generaloberer ist Pater Francesco Ricossa.
Die Vereinigung wurde im Jahr 1985 durch die vier Priester Francesco Ricossa, Franco Munari, Curzio Nitoglia und Giuseppe Murro gegründet, die sich von der Priesterbruderschaft St. Pius X. getrennt hatten, weil sie im Gegensatz zur Priesterbruderschaft St. Pius X. in Johannes Paul II. nicht den rechtmäßigen Papst sahen. Im Jahr 1986 nahmen die Priester Kontakt zu dem sedisprivationistischen Bischof Michel Guérard des Lauriers auf, dessen als Cassiacum-These bekannt gewordene Position des Sedisprivationismus sie akzeptierten. 1987 weihte Guérard des Lauriers einen der Priester, Franco Murro, zum Bischof, der sich jedoch 1990 einer Lebensgefährtin zuwandte und dem Priestertum den Rücken kehrte.  Die mit dem Bischofsamt verbundenen Sakramente wurden in der Vereinigung im Anschluss durch den gleichfalls von Guérard des Lauriers geweihten amerikanischen Bischof Robert McKenna (1927–2015) gespendet. Seit 2002 übernahm diese Aufgabe der belgische, von McKenna geweihte Bischof Geert Stuyver.
Das Institut organisiert in mehreren europäischen Ländern Messen im tridentinischen Ritus und gibt das Magazin Sodalitium heraus. Außerdem ist das Institut Träger des Priesterseminars St. Petrus der Märtyrer, das Bewerbern eine traditionelle, auf den Lehren des heiligen Thomas von Aquin basierende Priesterausbildung ermöglichen will.